# 랜들 데이비드슨
랜달 T. 데이비드슨(Randall T. Davidson, 1848년 ~ 1930년)은 캔터베리 대주교이다.
1895년 윈체스터 주교가 되었고, 1903년 캔터베리 대주교가 되었다. 1914년 제1차 세계 대전으로 온 세상이 전쟁에 집중할 때 평화의 회복을 위해 기도하였다.